# Паска

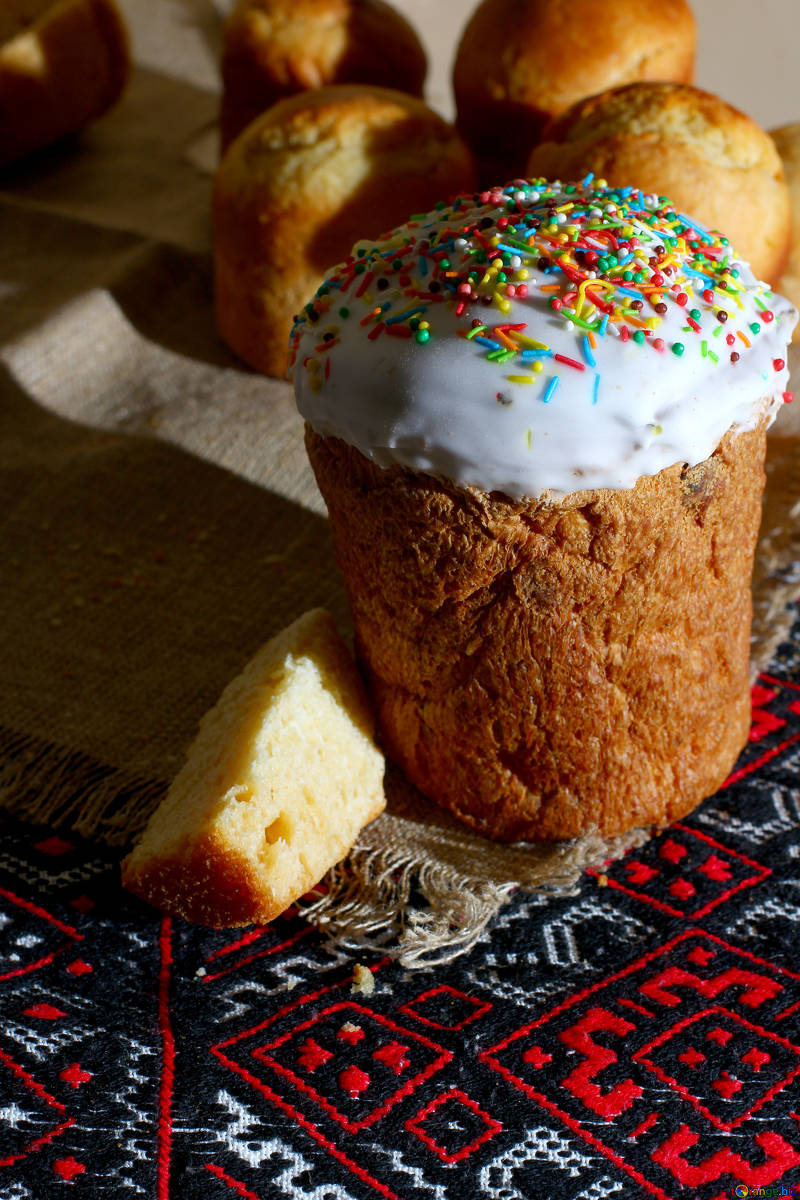
Классическая паска (кулич) с посыпкой

Паска (пасха, укр. паска) — пасхальный хлеб в южнорусской, украинской, молдавской (рум. pască) и белорусской кухнях. В Центральной России и на севере основное название — «кулич», а пасхой называют блюдо из творога в виде усечённой пирамидки.
Слово паска в украинском языке, а также в русском языке жителей Украины и юга России используется для обозначения любого пасхального хлеба, аналогично русскому «кулич», а также, с обязательным уточнением «сирна» (укр. сир — творог), для творожной пасхи.
При этом современные украинские паски по своему рецепту могут быть неотличимы от современного русского кулича.

## Традиции
Традиционно как на украинском, румынском и цыганском языках, так и на южнорусских диалектах, пасхальный хлебец именуется паской. Соответственно песочные формочки называются пасочками или пасками, а не куличиками, как в северно-русских диалектах. Паски обычно выпекают для каждого члена семьи, разных размеров, и обязательно одну большую — для всех. Украшают её узорами из теста — двойными крестами, решётками, веночками.
Для выпекания паски используют специальные формы — «пасковники» (укр. пасківники). В наши дни используют и обычные кастрюли, а также жестяные банки из-под консервов и одноразовые бумажные формы. Пасковники смазывают смальцом (вытопленным нутряным свиным салом) или сливочным маслом, если пекут в банке из под консервов — то её выкладывают листиками белой бумаги и смазывают маслом, потом ёмкость на треть наполняют тестом и дают «подойти». Также паски разукрашивают узорами из теста, «шишечками». Паску ставят в печь и вынимают из неё, иногда произнося молитву. Считается, что при выпекании паски на кухне должна была тишина, а к печи, не должен никто подходить, кроме хозяйки.
Сами паски пекут так: делают опару на молоке, к опаре добавляют муку и яйца и месят тесто. В тесто кладут имбирь: жёлтый — для «красоты», белый — для «запаха». Добавляют также настойку на шафране. Тесто кладут в высокие формы, а сверху украшают по желанию крестом из теста и «шишечками». Формы ставят на некоторое время в тёплое место, чтобы тесто поднялось, потом — в растопленную печь. Паски пекут всегда из белой пшеничной муки и только один раз в год — на Пасху.

Готовность паски проверяют, осторожно воткнув в неё тоненькую деревянную палочку: если она остаётся сухой, то паска готова. Чтобы верх паски не подгорел, иногда, когда он достаточно подрумянился, на него кладут смоченный в воде лист бумаги.
По православной традиции есть паску принято только после освящения в храме. Даже хозяйка, вынимая паску из печи, не разламывает и не пробует её, так как это является грубым нарушением традиции.
В Галиции и Закарпатье паску пекут в виде круглого хлеба с особым орнаментом сверху: жаворонок со сложенными в форме восьмёрки крыльями, геометрический колос, «бараньи рожки» и цветы.
Особой разновидностью кулича (паски) исторически являлся папушник (папошник), который в дореволюционных российских изданиях ассоциировался с Малороссией и всегда отделялся от собственно кулича.

## Иллюстрации

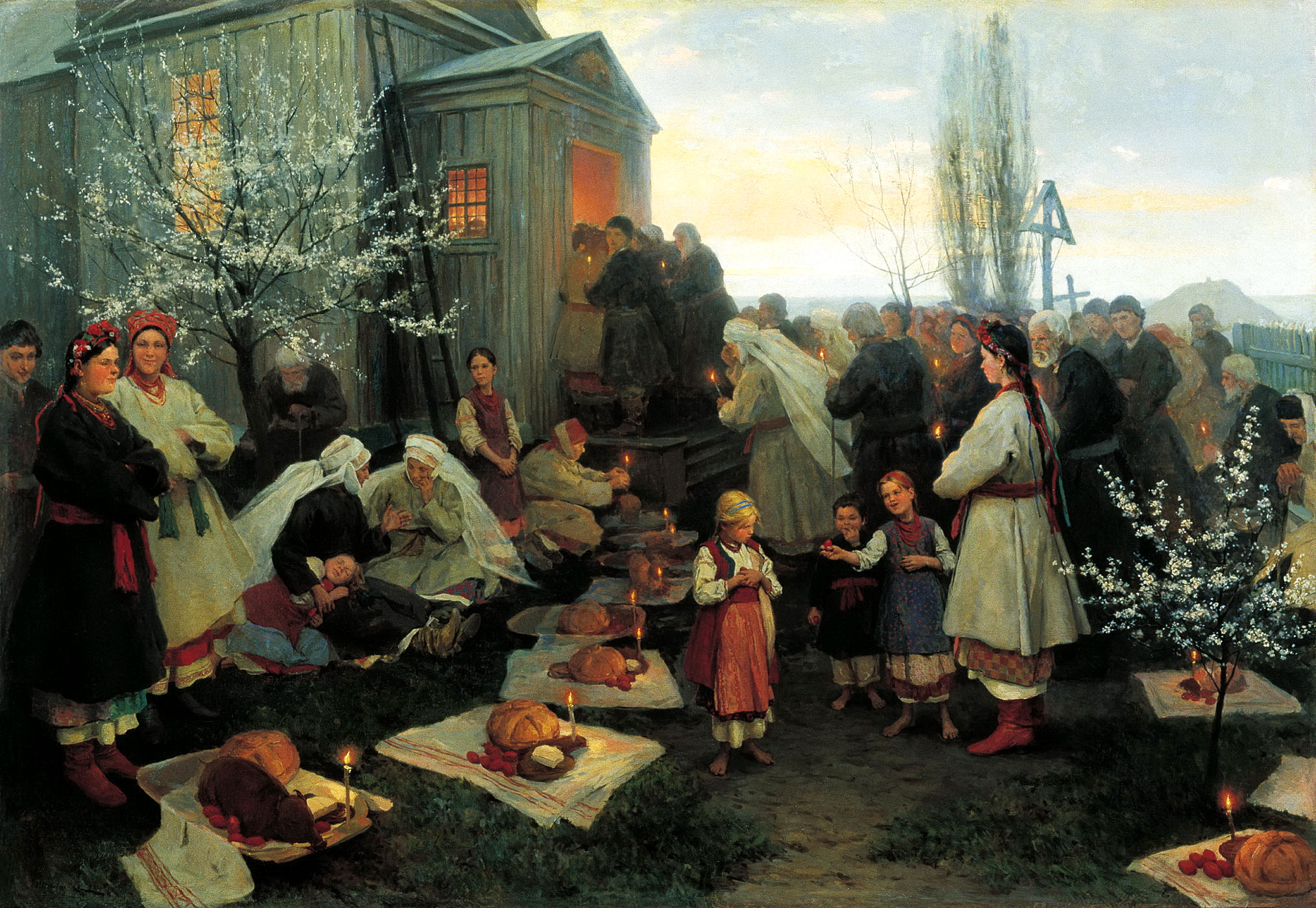
Н. К. Пимоненко. Пасхальная заутреня в Малороссии. 1891 год
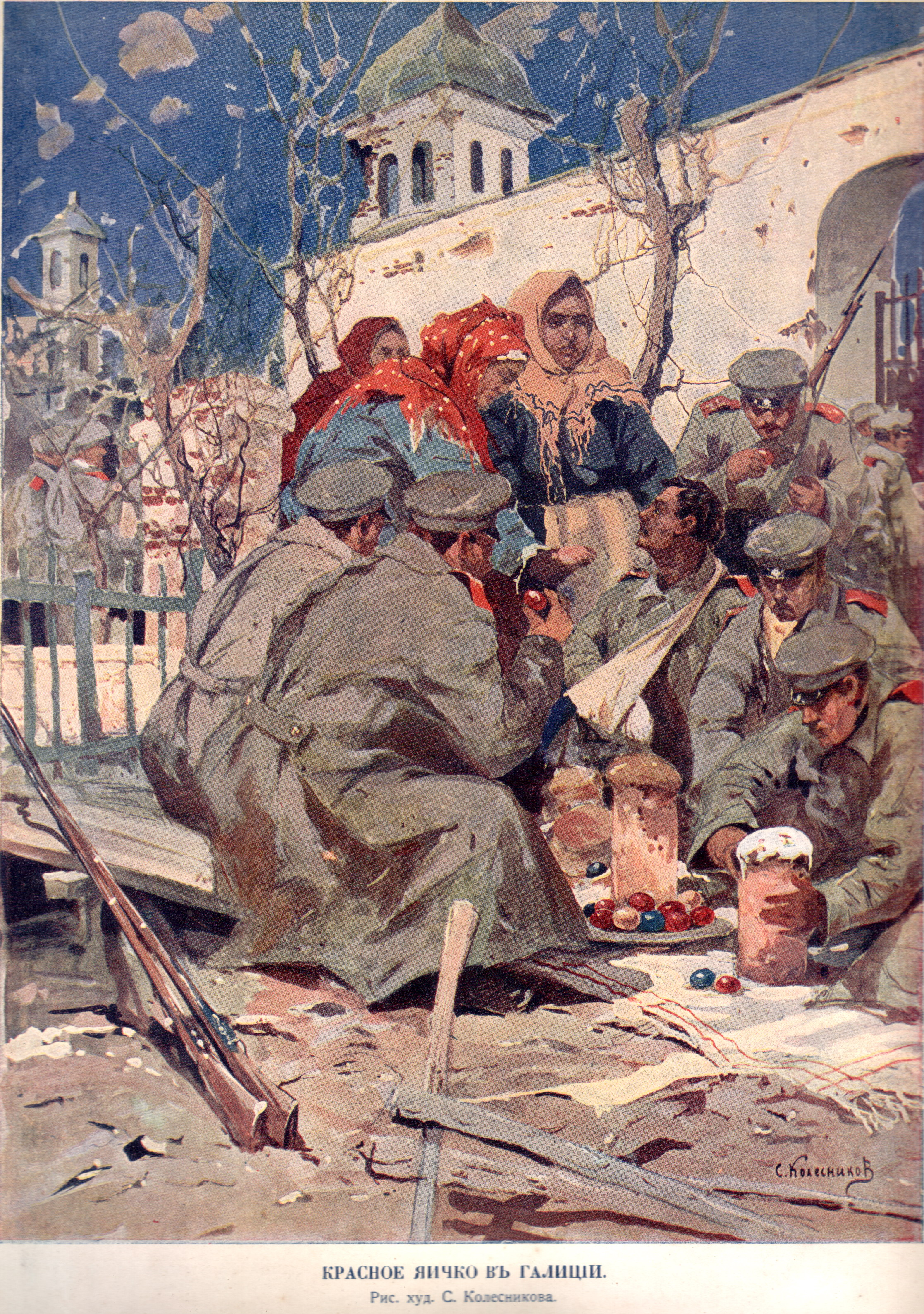
Угощение паской солдат
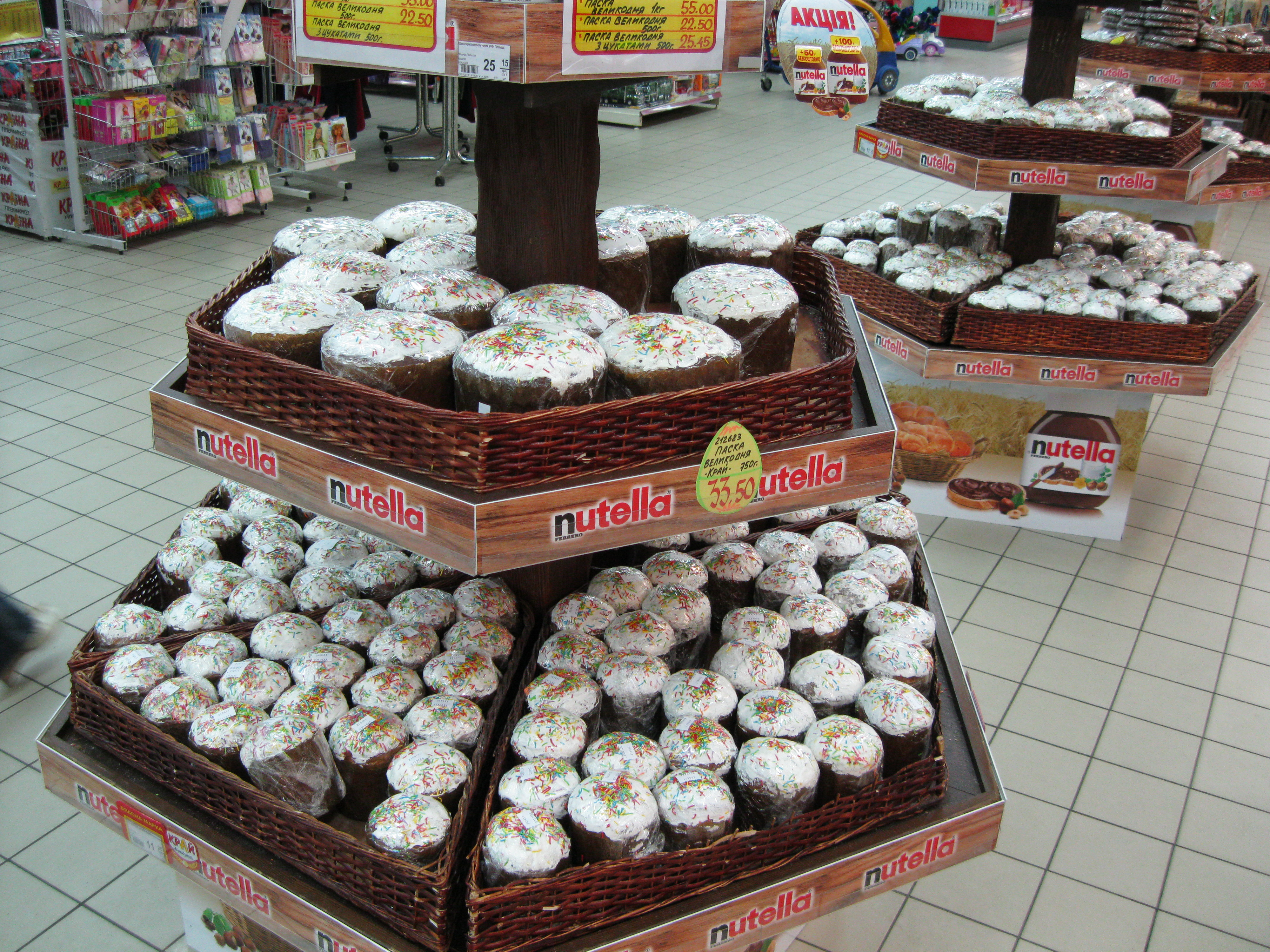
Паски (куличи) в супермаркете Киева, 2011 год
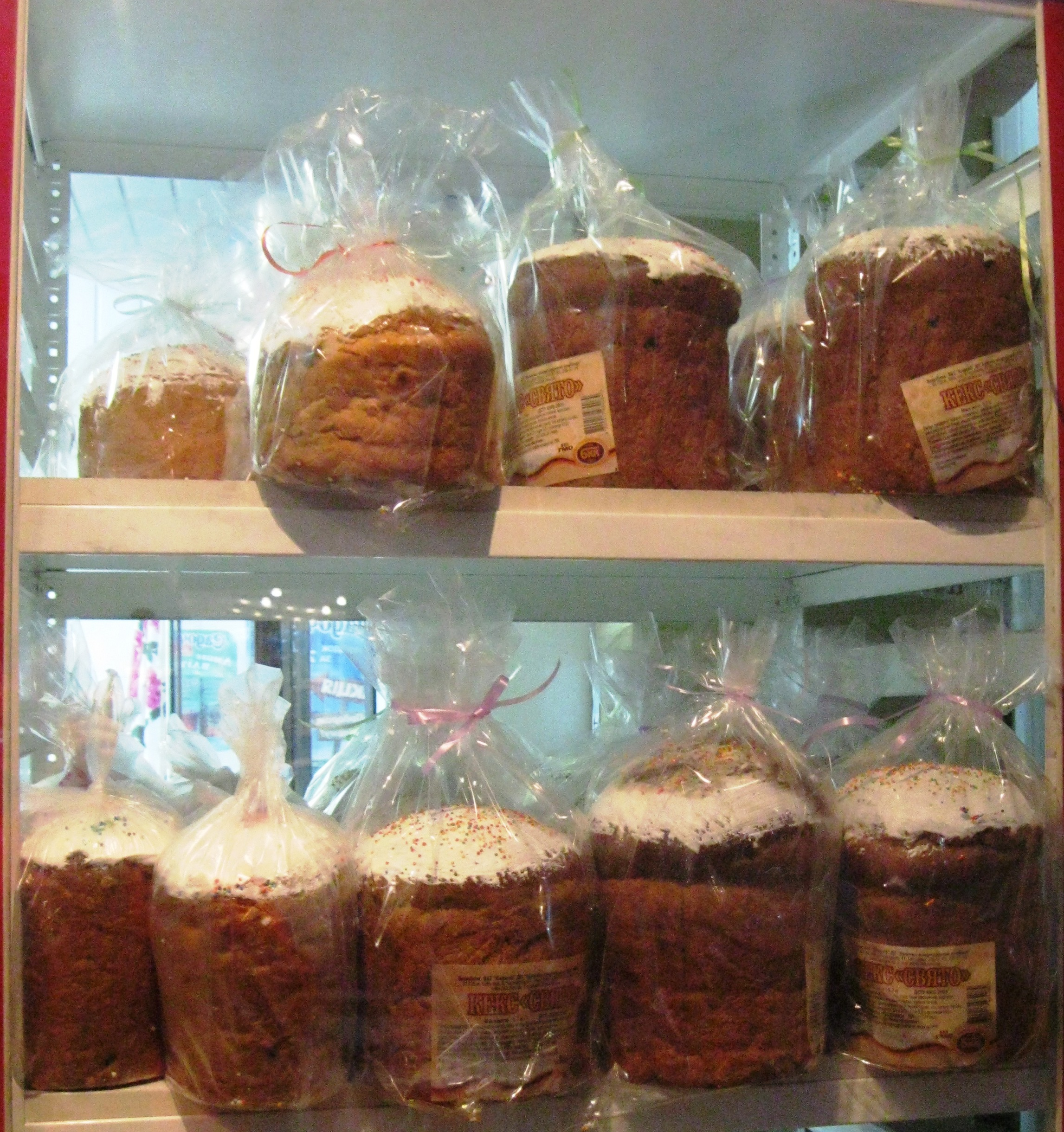
Паски (куличи) на Феофановском рынке Киева, 2011 год
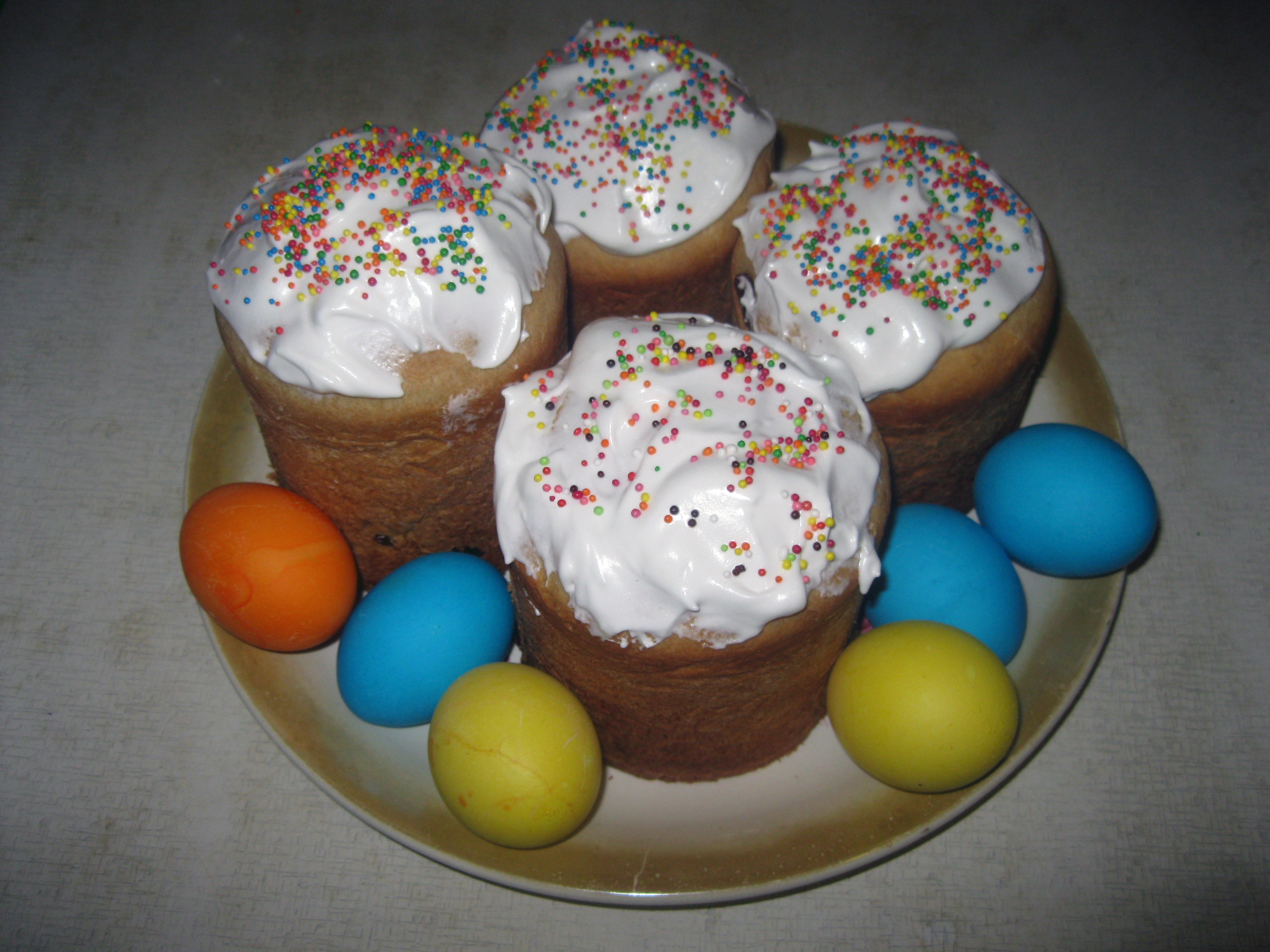
Домашние паски (куличи) и пасхальные яйца, Кировоградская область, 2015 год
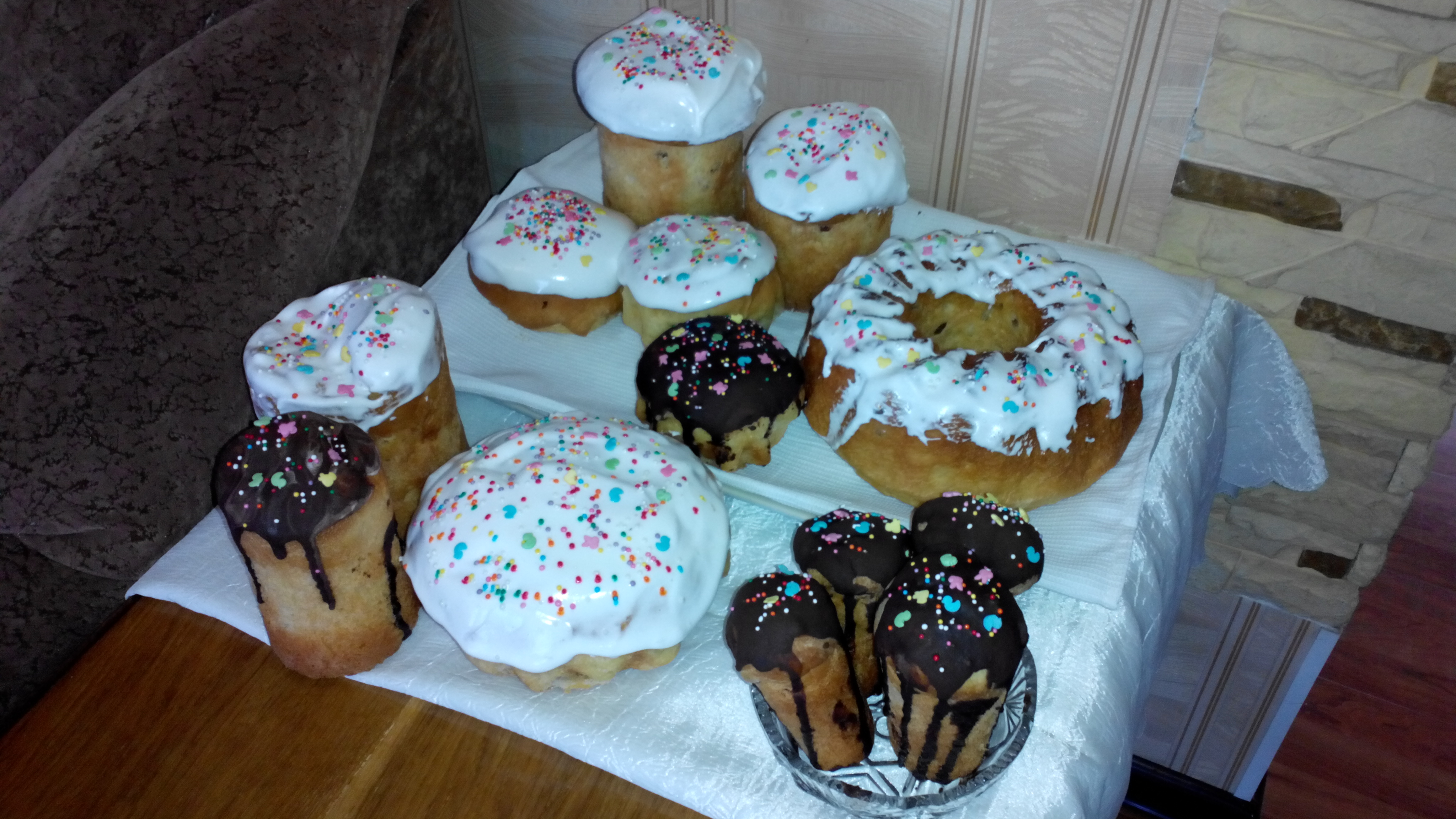
Обычные и шоколадные паски (куличи)
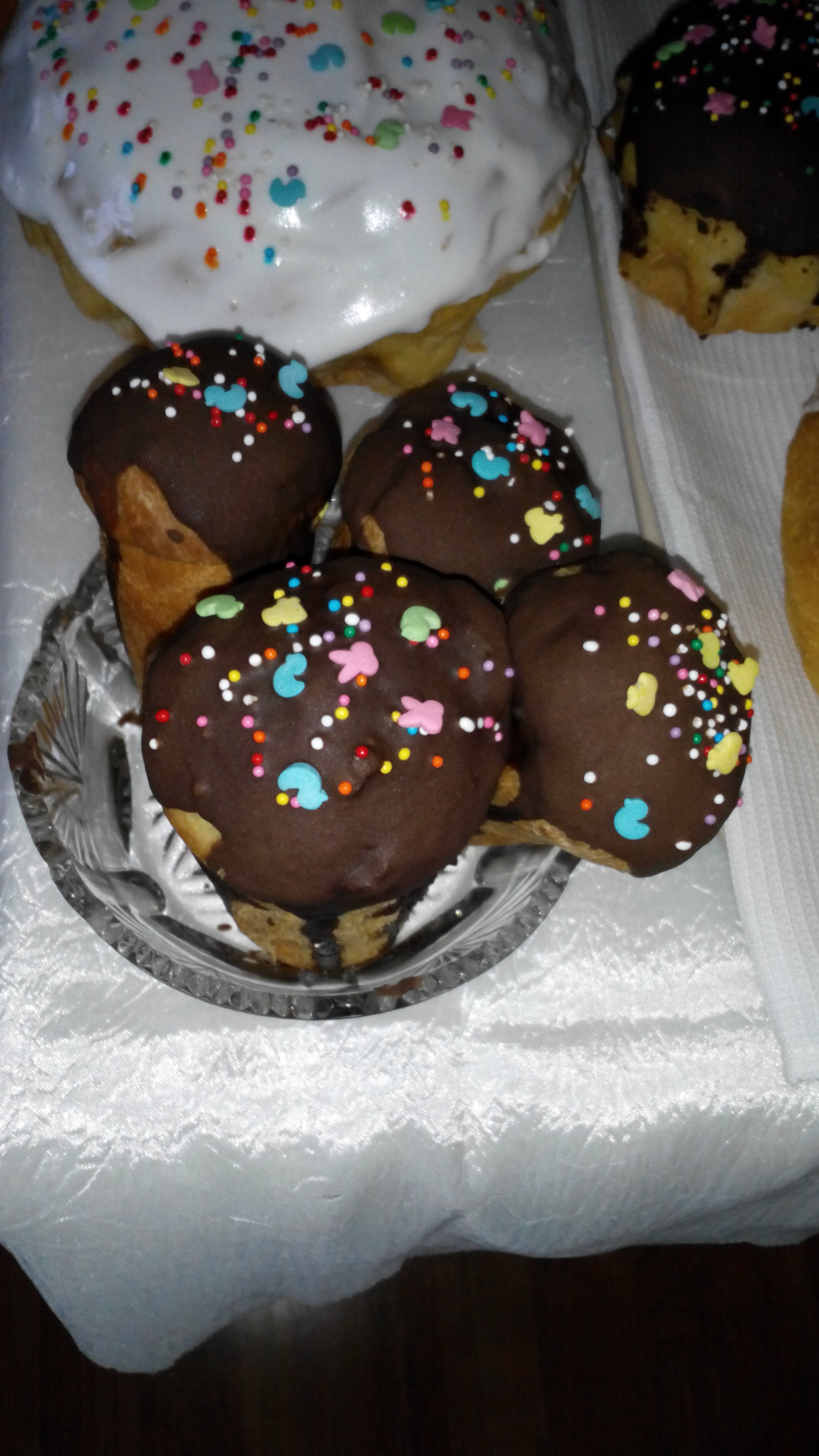
Шоколадные паски (куличи)
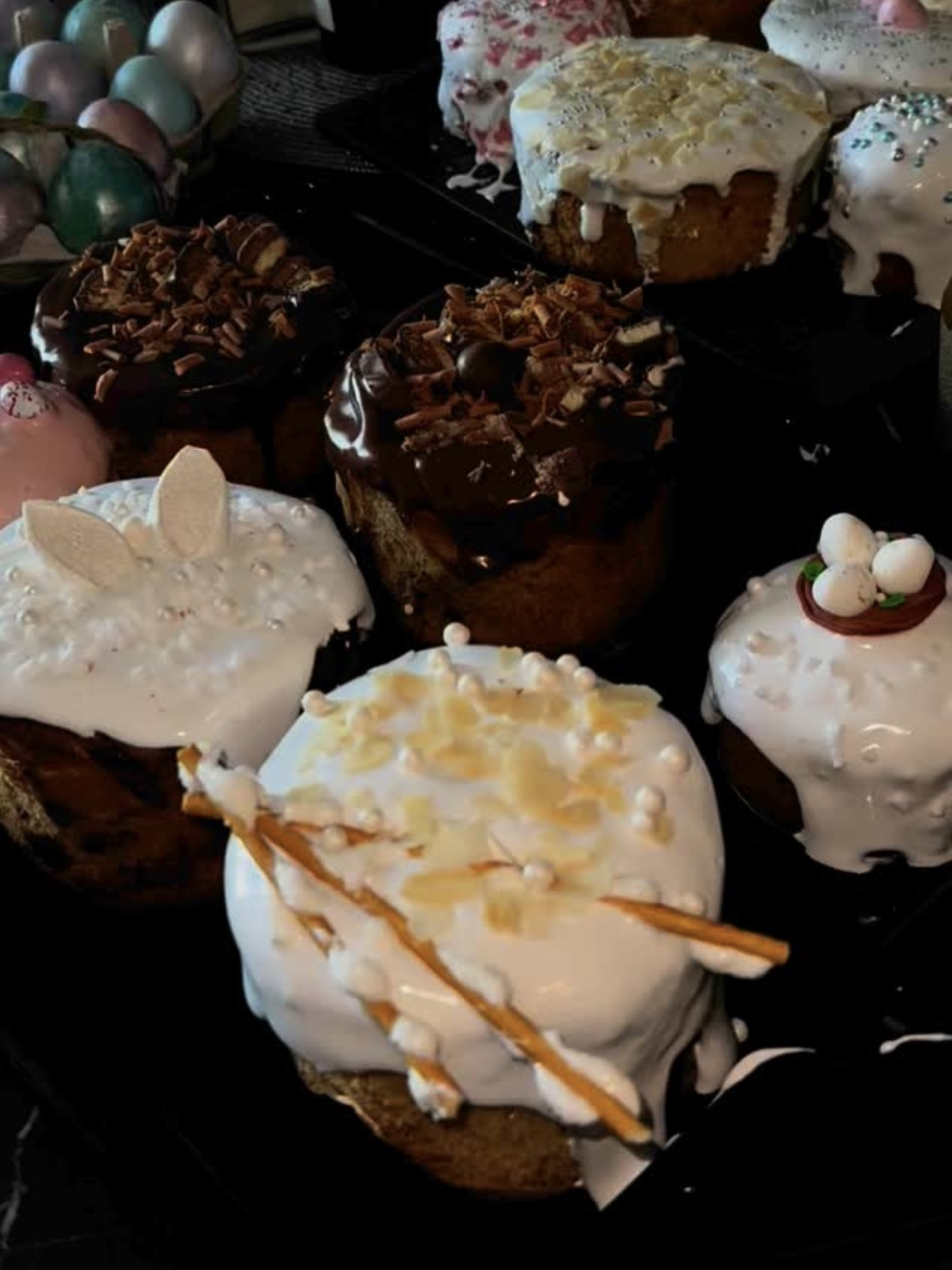
Паски (куличи)